# Linn Haug
Linn Haug (née le 6 mars 1990 à Trondheim, en Norvège) est une snowboardeuse norvégienne.

## Palmarès

### 2008
- 3e, Championnat du monde Juniors, Halfpipe

### 2007
- 1re, Championnat norvégien, Halfpipe

### 2006
- 1re, Championnat norvégien, Slopestyle

### 2005
- 1re, Championnat norvégien, Halfpipe
- 1re, Championnat norvégien, Slopestyle

## Jeux olympiques 2010
Linn Haug représente la Norvège aux Jeux olympiques d'hiver de 2010 à Vancouver. Elle concourt dans la discipline Halfpipe